# Dunmore (Falkirk)
Pour l’article homonyme, voir Dunmore.
Dunmore est un village dans le Falkirk, en Écosse.